# Lay Down Sally
Lay Down Sally è un brano musicale scritto e composto da Eric Clapton, Marcy Levy, e George Terry, inserito nell'album di Clapton Slowhand, e pubblicato come secondo singolo estratto dall'album nel novembre 1977.

## Il brano
Lay Down Sally è un brano musicale country blues eseguito nello stile di J. J. Cale. Clapton attribuì inoltre agli altri membri della sua band – Carl Radle, George Terry, Jamie Oldaker e altri – di aver influenzato la composizione della canzone. Clapton spiegò: "«È il più vicino possibile allo stile country originale che io possa fare, essendo inglese, ma essendo la band originaria di Tulsa, Oklahoma, loro la suonano così naturalmente. Non potevi convincerli a fare un suono rock inglese, in nessun modo. La loro idea di un ritmo di guida non è forte o altro. È più sottile».
Il singolo si rivelò un successo non solo in ambito country, raggiungendo la posizione numero 3 della classifica Billboard Hot 100 statunitense, e la numero 26 nella classifica riservata alla musica country nel 1978.

## Tracce singolo
RSO – 2090 264
1. Lay Down Sally (Eric Clapton, Marcy Levy) - 3:53
2. Cocaine (J.J. Cale) - 3:38

## Formazione
- Eric Clapton: chitarra elettrica, voce
- Marcy Levy: voce
- Yvonne Elliman: voce
- George Terry: chitarra elettrica
- Carl Radle: basso elettrico
- Dick Sims: piano elettrico
- Jamie Oldaker: batteria